# Евреи в Азербайджане
Евреи в Азербайджане (азерб. Azərbaycan yəhudiləri, ивр. יהדות אזרבייג'ן‎) 

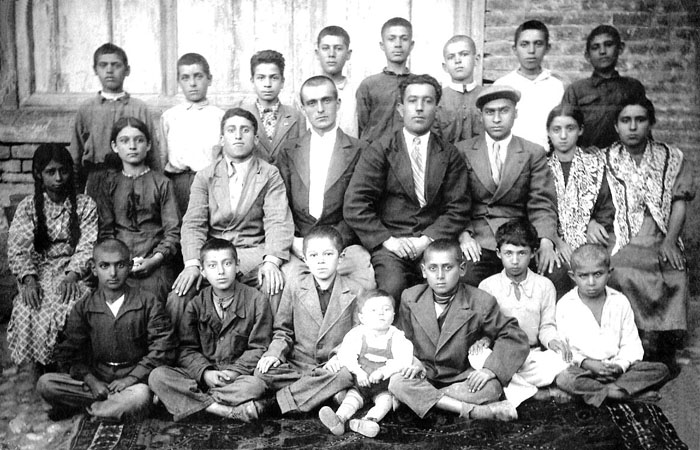
Коллектив учителей и учеников средней школы Красной Слободы. 1930-е годы.

На территории Азербайджанской Республики присутствуют три еврейские общины: 1 — община горских евреев, проживающих в основном в Губе (посёлок Красная Слобода) и Баку; 2 — община ашкеназов (европейские евреи), с основными местами проживания в Баку и Сумгаите; 3 — община грузинских евреев, сосредоточенных почти исключительно в Баку. В постсоветский период из-за массовой эмиграции и естественной убыли последних двух групп единственной значительной еврейской общиной Азербайджана стали горские евреи.
По сведениям руководителей религиозных общин, на 2003 год в Азербайджане жили чуть более 16 тысяч евреев, в том числе горских евреев — более 11 тысяч человек, из них в Баку — более 6 тысяч человек, в Губе — 3,6 тысячи человек, в прочих местах Азербайджана — 1,3 тысячи человек; ашкеназов — 4,3 тысячи человек, из них в Баку — 3,3 тысячи человек; грузинских евреев — около 700 человек.

## История

### История еврейской общины

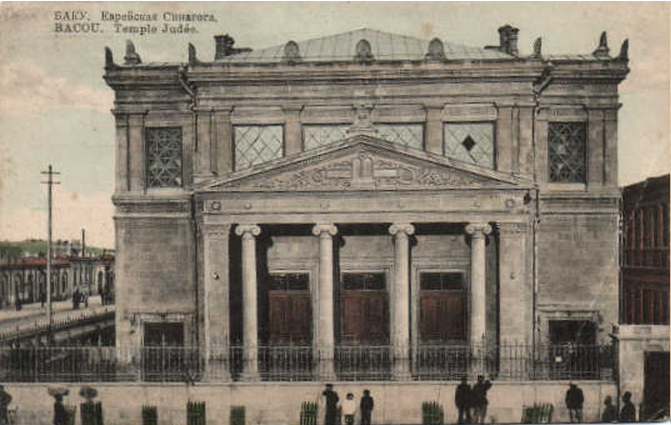
Еврейская синагога в Баку. Открытка Российской империи

На протяжении истории на территории нынешнего Азербайджана жили евреи, принадлежащие к разным этнолингвистическим группам: горские евреи, ашкеназы и грузинские евреи. Самые ранние упоминания о евреях были найдены при раскопках в районе города Баку в 1990 году археологами под руководством Р. Геюшова. При раскопках были обнаружены остатки еврейского квартала и Шабранской синагоги, датируемой VII веком нашей эры.
С 1810 года ашкеназы начали селиться в Баку. Согласно ведомости о числе жителей крепости Баку и её предместий с указанием национальной и сословной принадлежности на 1810 год, представленной Бакинским комендантом генералом И. И. Репиным в Казённую экспедицию Верховного Грузинского правительства, в Баку насчитывалось 26 иудеев, в том числе 1 раввин. В 1835 году, по официальным данным, в Кубе проживало 2718 евреев, а в уезде — 2774 (6 молитвенных домов).
По переписи 1897 года в Баку насчитывалось 2341 еврей и 154 еврея в уезде. В период существования Азербайджанской Демократической Республики в 1918—1920 гг. в состав правительства входил еврей Евсей Гиндес, занимавший пост министра здравоохранения АДР.

### Горские евреи
Значительный ущерб еврейскому населению был нанесён военной кампанией Надир-шаха в Восточном Кавказе. Захватив в 1731 году селение Кусары, он обратил всех оставшихся евреев в ислам. В ходе нашествия Надир-шаха были разрушены или уничтожены несколько поселений горских евреев. Спасшиеся от разгрома, они поселились в Кубе́ под покровительством кубинского хана Гусейн Али-хана. По данным последней азербайджанской переписи населения 2009 года, подавляющее большинство местных евреев (93,5 %) назвали родным язык своей этнической группы, что необычно на фоне русифицированных ашкеназских евреев стран CНГ. 19,3 % азербайджанских евреев заявили о том что свободно владеют и русским языком.

## Организации, общественная деятельность
Еврейская община является одной из самых активных и влиятельных религиозных общин Азербайджана. В частности, в республике созданы и активно функционируют Центр азербайджано-израильской дружбы, еврейские агентство «Сохнут», комитеты по защите и сохранению еврейских традиций — «Джойнт» и «Ваад-Л-Хетзола», религиозные школы-иешивы, Еврейский культурный центр, женское общество «Ева», благотворительное общество «Хесед-Хершон», молодёжные клубы «Алеф», студенческая организация «Гилель», видеоклуб «Мишпаха», учреждены газеты «Аз-Из», «Башня» и «Амишав». С августа 1993 года в Азербайджане действует израильское посольство, в марте 2023 года в Израиле открылось азербайджанское посольство.

Мемориальная доска на стене дома в Баку, в котором жил Соломон Гусман

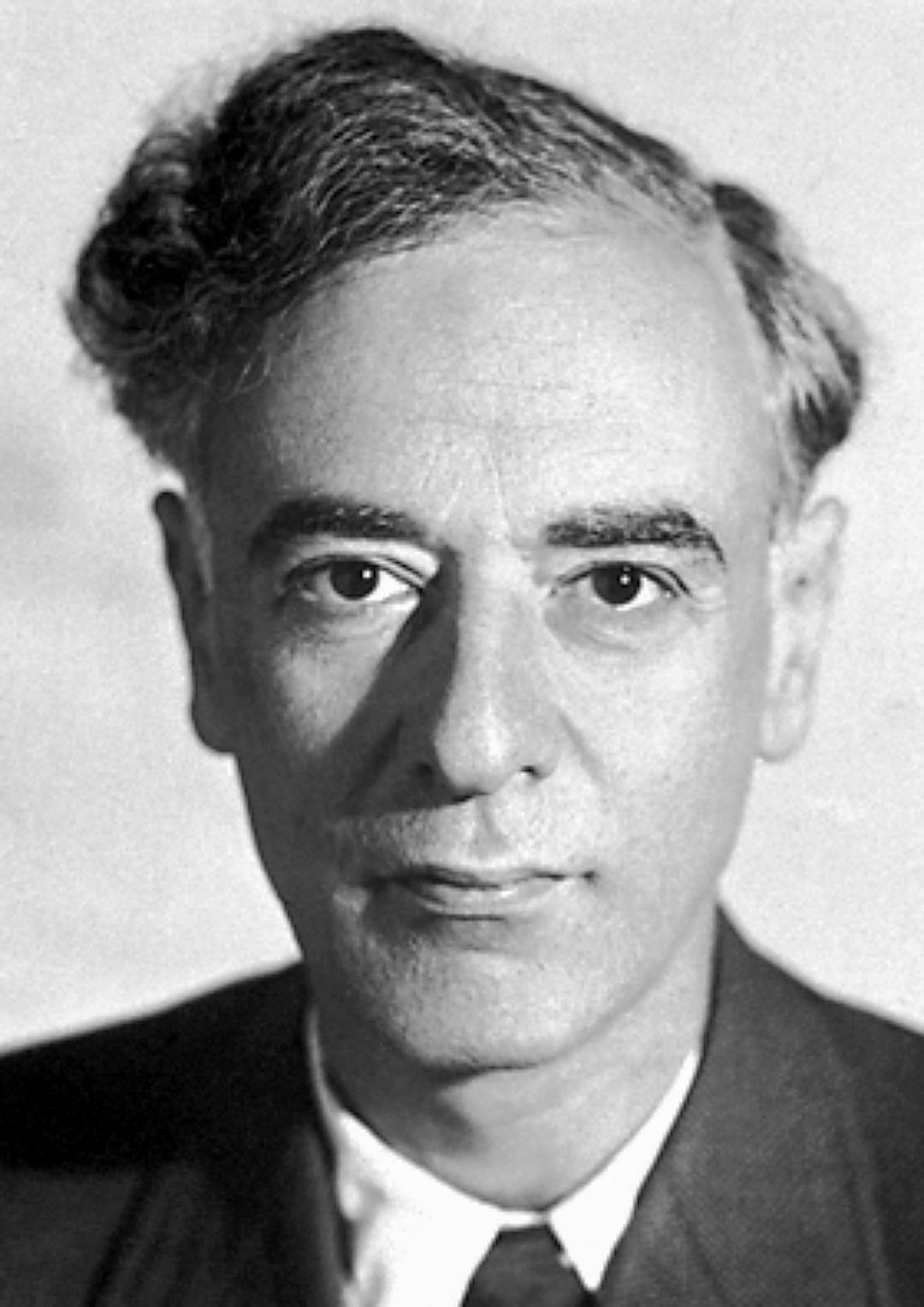
Основатель МФТИ — нобелевский лауреат, академик Лев
Ландау

Многие представители еврейской общины Азербайджана принимали и принимают активное участие в политической, культурной, социальной и экономической жизни республики. Сегодня в Баку сохранились мемориальные доски на зданиях, где жили видные представители еврейской национальности, такие как лауреат Нобелевской премии физик-теоретик Лев Ландау, Заслуженный врач республики профессор Соломон Гусман и доктор педагогических наук профессор Лола Барсук, герой Первой карабахской войны Национальный герой Азербайджана Альберт Агарунов и многие другие. В Баку установлен бюст трижды Героя Социалистического Труда генерал-полковника инженерно-технической службы Б. Л. Ванникова. С ноября 2005 по декабрь 2019 года еврейскую общину в парламенте Азербайджана представлял Абрамов Евда Сасунович.
В настоящее время в республике действует несколько синагог, функционирует отделение международной еврейской организации «Сохнут», общество «Азербайджан-Израиль». Ими, при содействии еврейских общин и посольства Израиля в Баку, проводится множество культурных мероприятий, издаётся еврейская литература, организовываются различные творческие коллективы.
31 мая 2007 года в рамках проекта Фонда Гейдара Алиева «Адрес толерантности — Азербайджан» с участием президента Фонда Мехрибан Алиевой состоялась закладка фундамента образовательного центра «Хабад-Ор-Авнер» для еврейских детей, проживающих в Баку. Строительство образовательного центра завершилось в 2010 году. 4 октября 2010 года президент Азербайджана Ильхам Алиев, его супруга Мехрибан Алиева и президент Федерации еврейских общин СНГ и Международного фонда «Ор-Авнер» Лев Леваев приняли участие в церемонии открытия образовательного центра. В центре на 450 ученических мест преподаются основы еврейской культуры.

## Красная Слобода

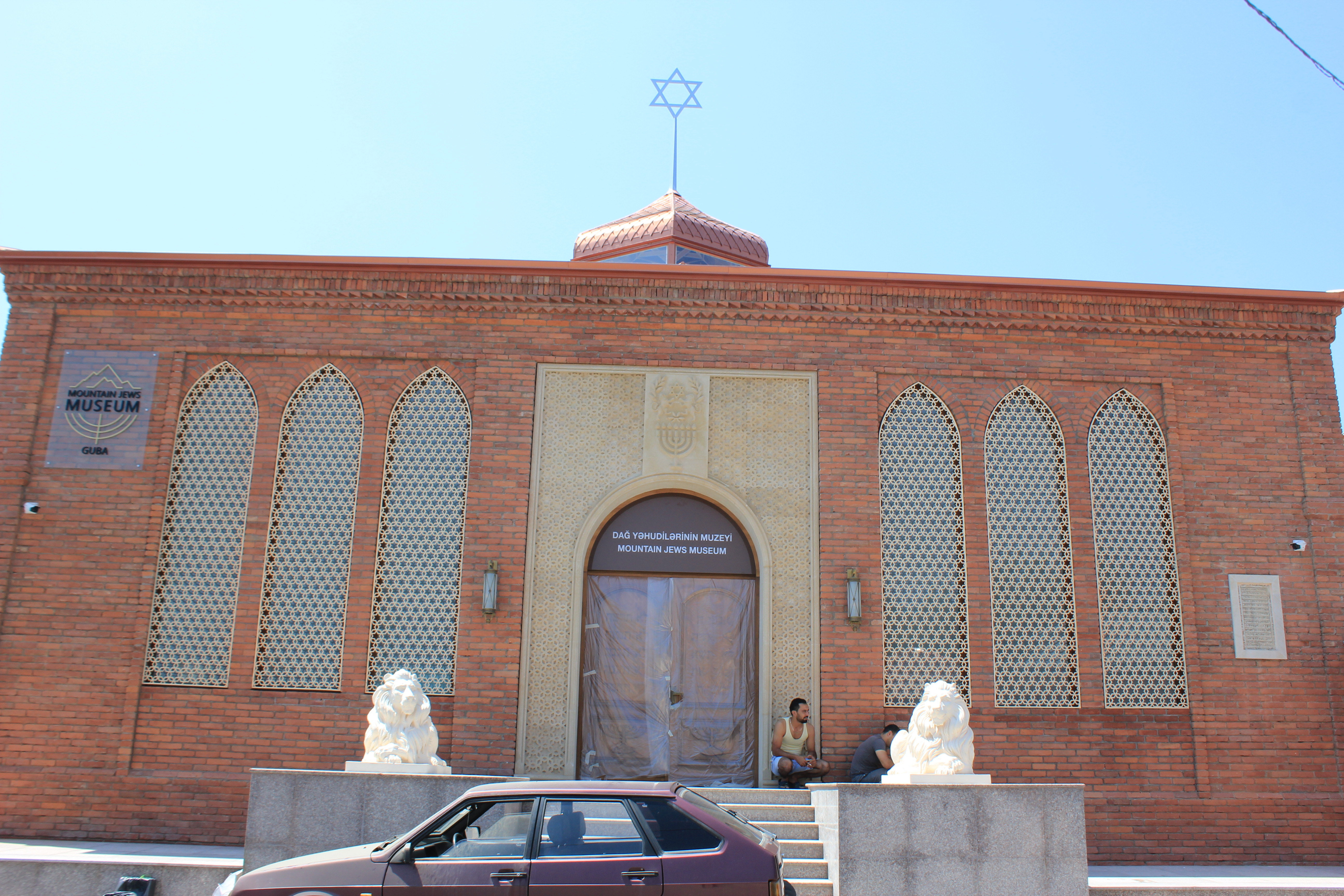
Музей горских евреев в Красной Слободе

Посёлок Красная Слобода, расположенный в Губинском районе Азербайджана, является единственным местом компактного проживания горских евреев на всем постсоветском пространстве. Называвшаяся ранее Еврейская Слобода, этот населённый пункт был переименован в Красную Слободу в 1926-м году. В посёлке имеются три синагоги и миква, которая служит местом исполнения ритуальных обрядов. В основном Красную Слободу населяют горские евреи.

## Синагоги и школы
В столице Азербайджана, а также в городах Губа и Огуз, функционируют несколько синагог. Синагога, открытая 9 марта 2003 года в Баку, является одной из крупнейших в Европе. В сентябре 2003 года в Баку была открыта первая еврейская школа. Первые официальные курсы иврита были открыты в Азербайджане в 1987 году. В Баку и Губе функционируют 5 еврейских школ, в которых обучаются 1450 школьников (недоступная ссылка).

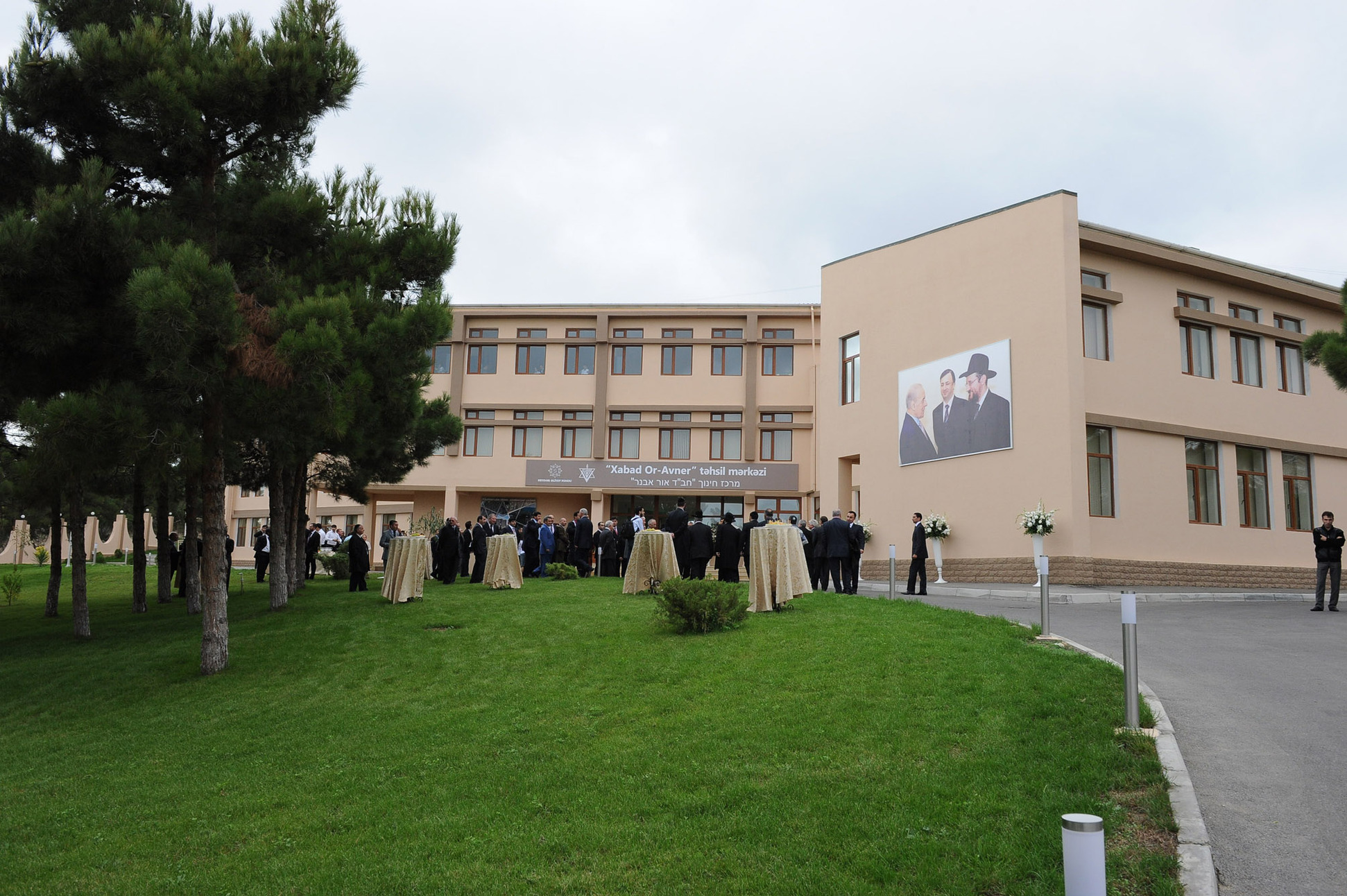
Образовательный центр «Хабад-Ор-Авнер» для еврейских детей, проживающих в Баку.
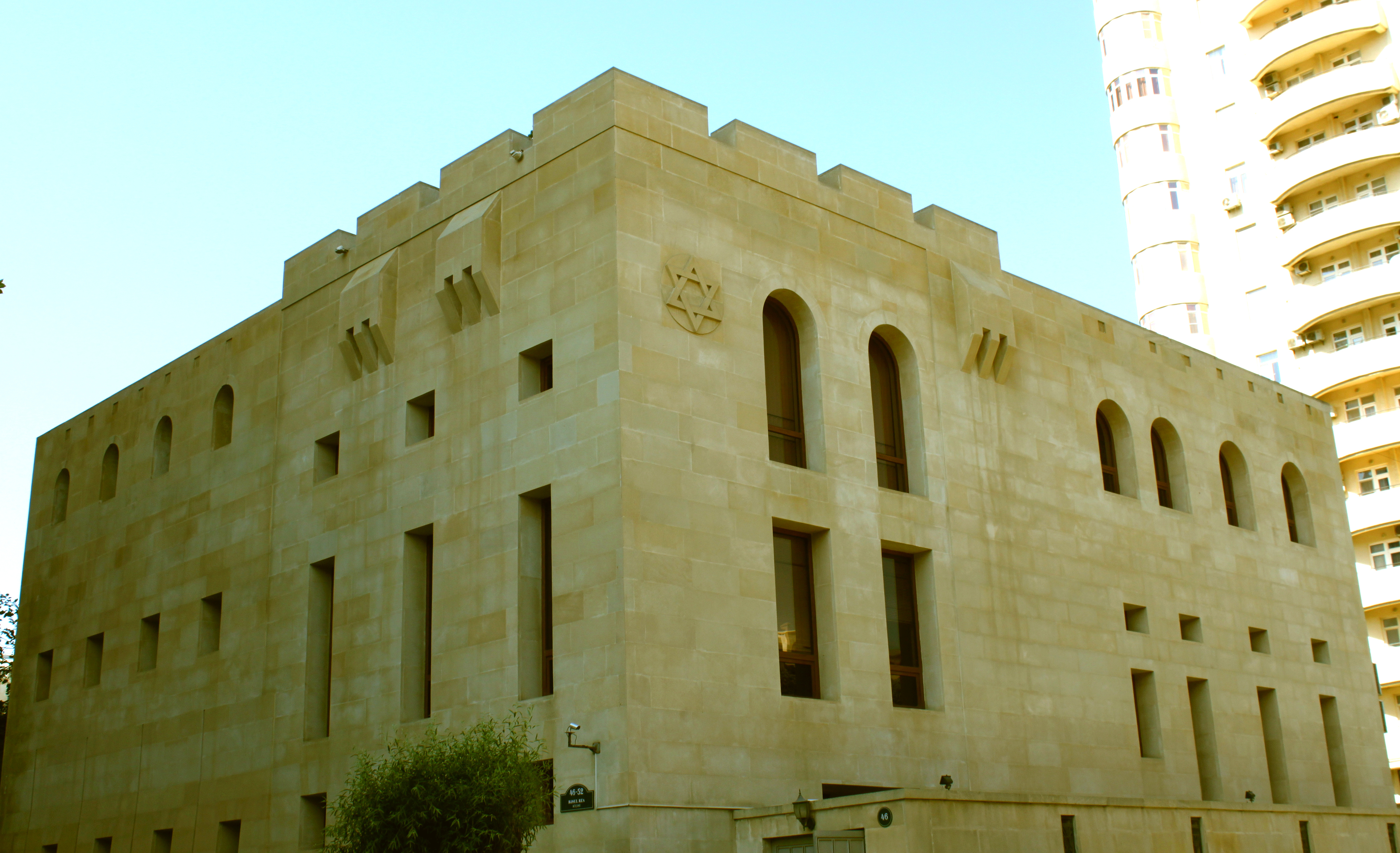
Синагога ашкеназских евреев в Баку
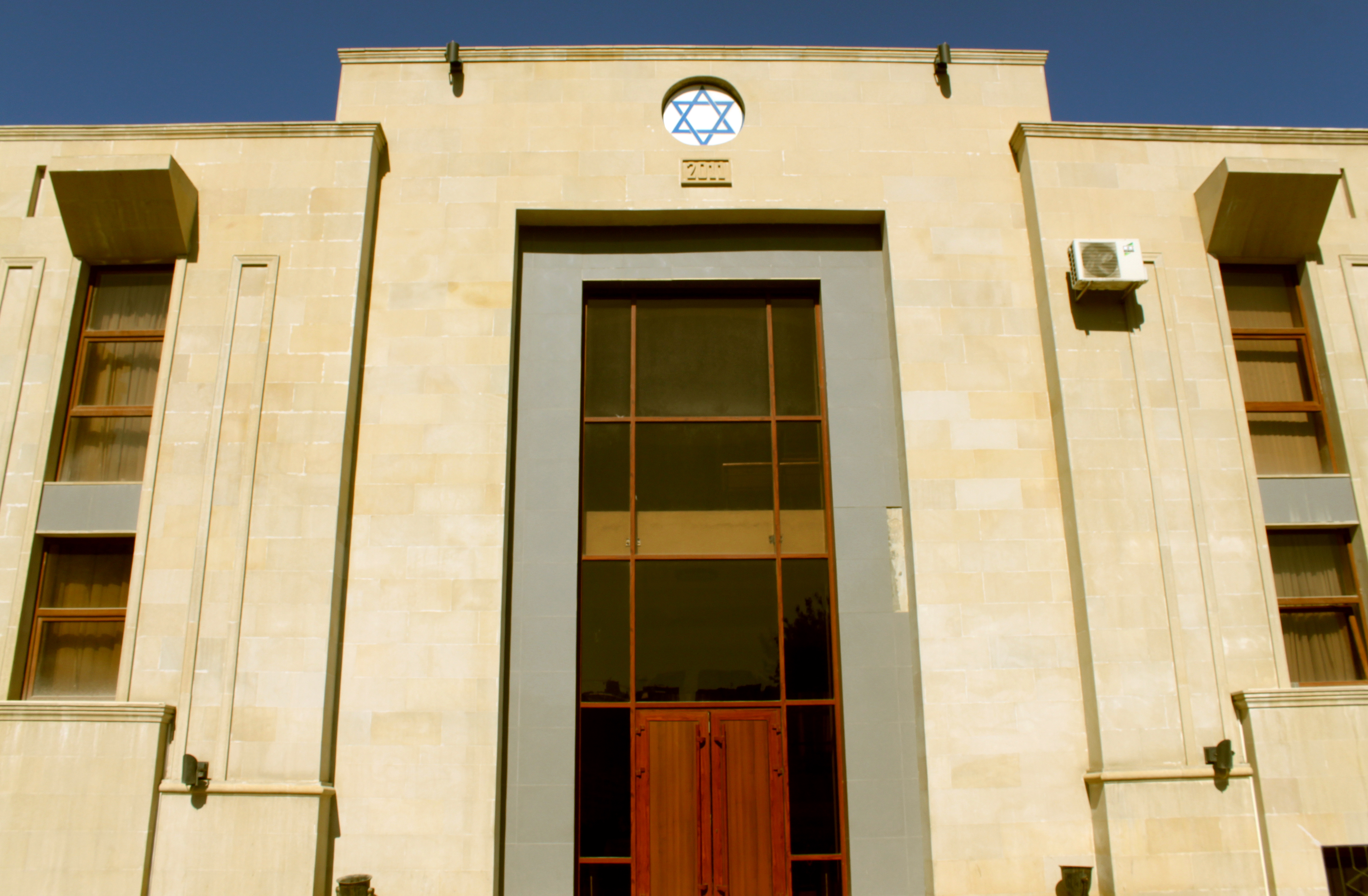
Синагога горских евреев в Баку
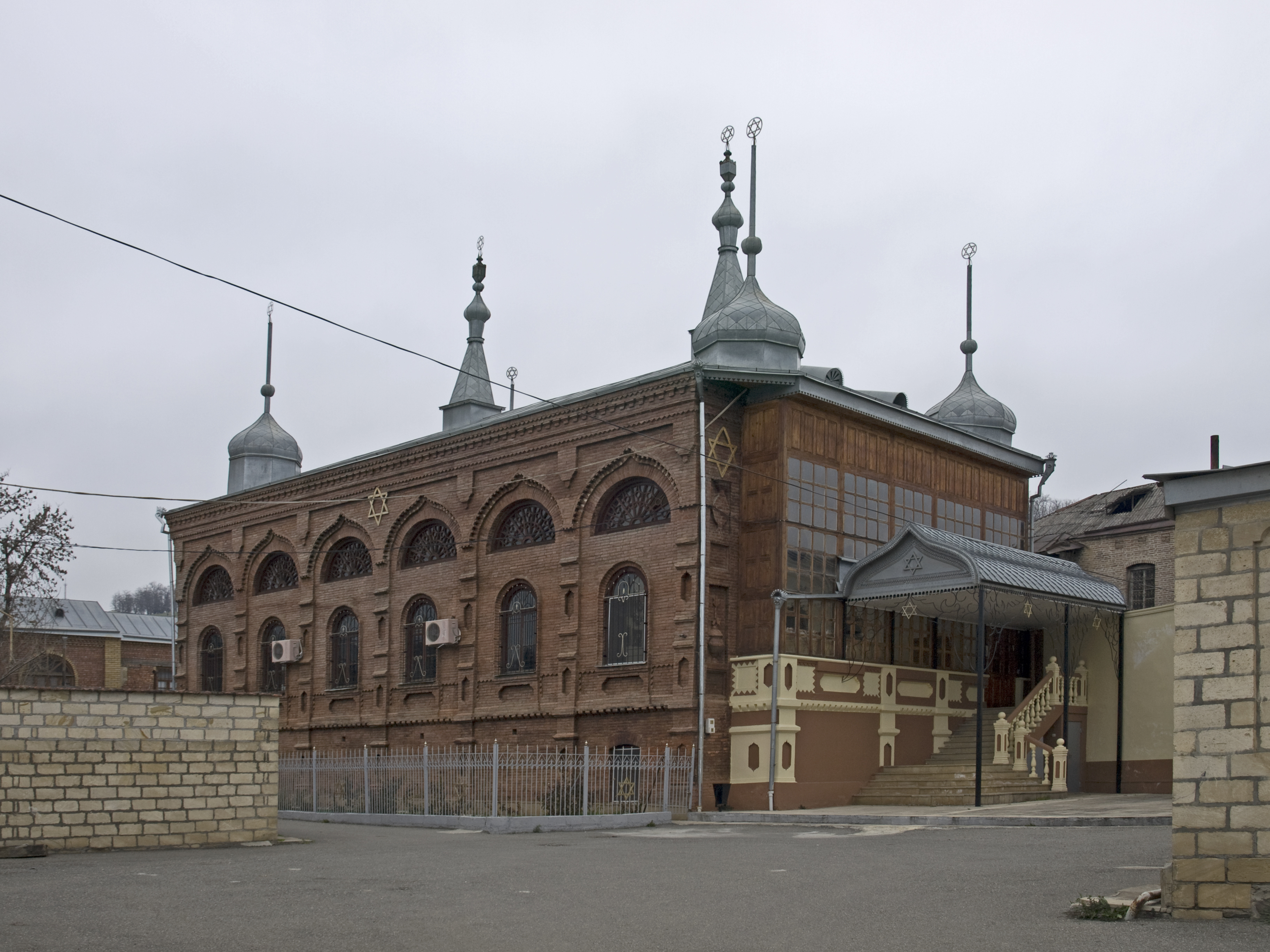
Шестикупольная синагога в Красной Слободе
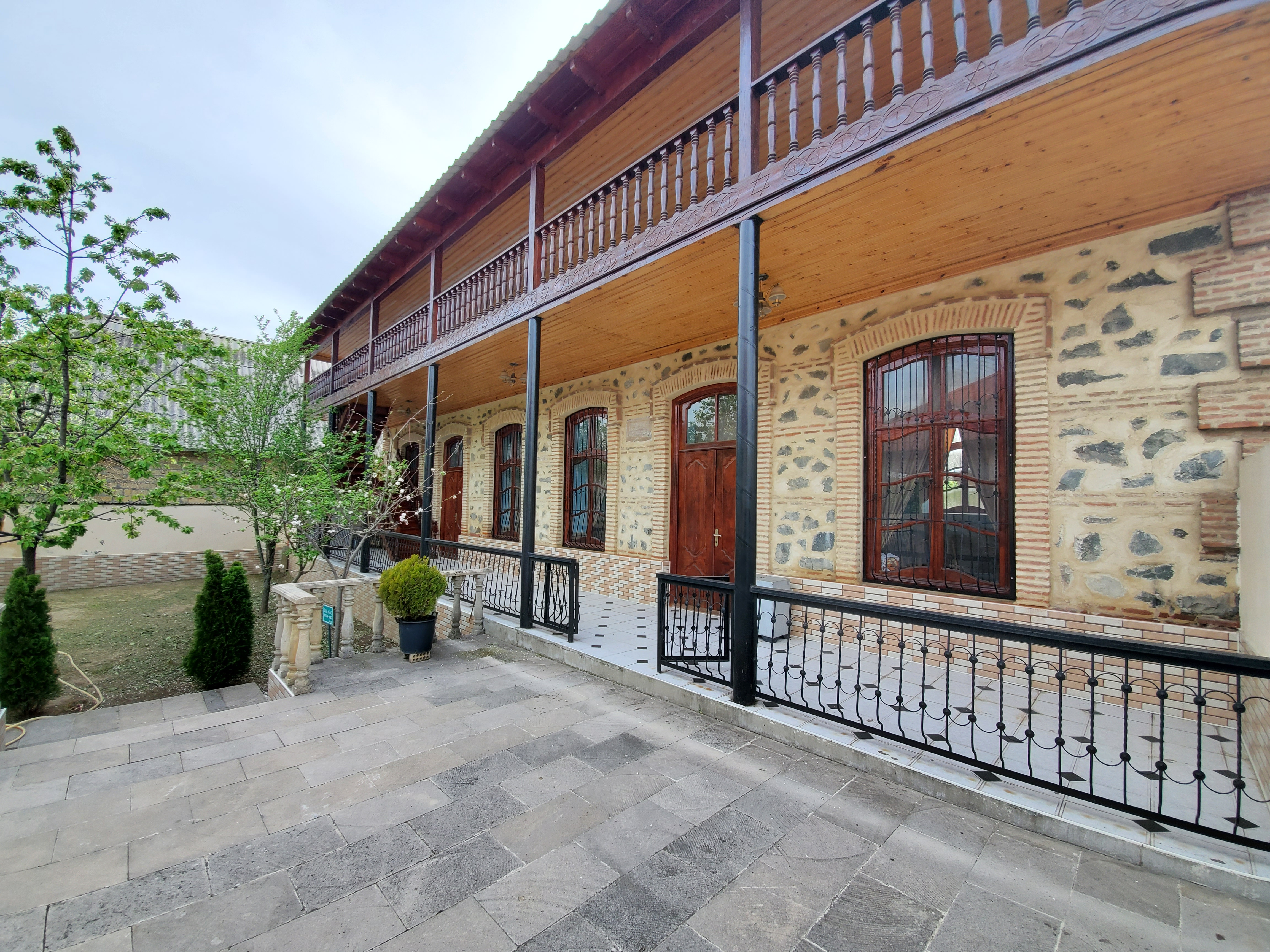
Синагога Юхары Махалля в Огузе
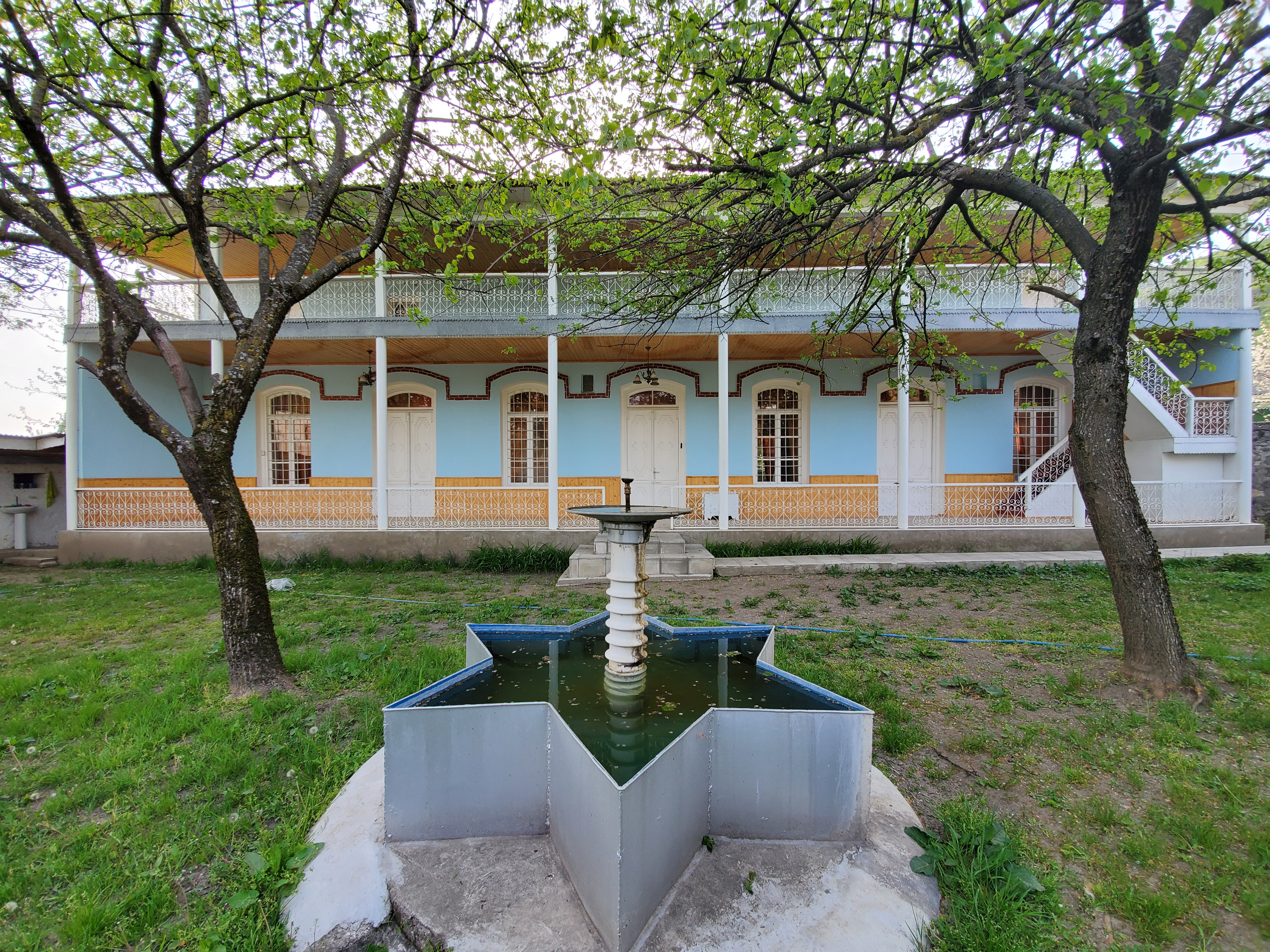
Синагога Ашагы Махалля в Огузе

## Случаи проявления антисемитизма
Исторически антисемитизм не был проблемой для Азербайджана и в целом не был столь открытым в этой стране, по сравнению с другими регионами бывшего Советского Союза, но проявлялся на личном и уличном уровне.
В настоящее время антисемитизм также не является сколько-нибудь значимым или даже заметным явлением в Азербайджане. О чем свидетельствуют в первую очередь сами евреи — выходцы из Азербайджана: Юлий Гусман и его брат Михаил, именно за добрые отношения с Азербайджаном уволенный из ТАСС, Виталий Вульф («В Баку я собираюсь приехать всегда»), Арье Гут («Азербайджан стал первой страной с мусульманским большинством, которая включила определение антисемитизма в учебные пособия и в положительном ключе представляет как евреев, так и Израиль»), Роман Гуревич («Мой друг, коренной израильтянин, …как-то сказал: “Я думаю, это единственное место в мире, где нас любят”») и многие другие. Об этом же говорит в статье, опубликованной в Еврейский новостной синдикат, и израильский министр коммуникаций (на тот момент) Аюб Кара («A place where there is no antisemitism»). На этом фоне представляются крайне тенденциозными немногочисленные сообщение о проявлениях антисемитизма в Азербайджане, вроде статьи «В Баку поднялась новая волна антисемитизма» на сайте PANARMENIAN.NET
В 1995 году в Азербайджане были зарегистрированы случаи нападение на лиц еврейской национальности. Организация «ОКЗЕ» («UCSJ») выделяет случаи с убийством пожилой еврейской пары, 71-летнего старика, а также избиение 30-летнего еврея, которого нападавшие избивали с криками «сионистский террорист». Отметим, впрочем, что ОКЗЕ заинтересована в раздувании антисемитских настроений, так как от этого зависит ее финансирование. В апреле этого же года отмечено осквернение еврейских захоронений. Около 50 могил были частично вскрыты на еврейском кладбище в Баку. Помимо этого, покинувшие Азербайджан еврейские беженцы сообщили, что Исламская партия Азербайджана (не имеющая, впрочем, значительной поддержки в Азербайджане как в светской стране) регулярно распространяет антисемитские сообщения через свои газеты, листовки и радиоканалы, с призывом «выгнать евреев или они будут уничтожены». В листовках, распространявшихся в конце прошлого века националистической группировкой «Мусават» (после 2010 г. не представленная в парламенте республики), говорилось: «Не покупайте квартиры от евреев, они принадлежат вам».
В 2001 году было осквернено еврейское кладбище в Баку. Неизвестные разбили около 50 надгробных памятников и плит. Власти отреагировали на этот инцидент достаточно адекватно: министр внутренних дел занялся вопросом лично, в частности, установив кpуглосуточную полицейскую охpану у синагог.
В 2006 году бывший министр внутренних дел Азербайджана (1992-93) Искандер Гамидов, председатель Национально-демократической партии (Боз Гурд), сделал ряд антиеврейских и антиизраильских заявлений. Согласно ему «евреи уже давно став хозяевами Азербайджана…успешно прибирают к своим рукам богатства страны». Обвинив ряд отечественных историков в сговоре с сионистами, он отметил что готовится почва для дальнейших претензий к Азербайджану. Необходимо отметить, что  уже в 1995 г. партия Боз Гурд была запрещена, а Гамидов арестован.
Как и во многих странах мира, в Азербайджане время от времени происходят антиизраильские выступления в связи с событиями на Ближнем Востоке, хотя и не получают массовой поддержки. Так, в том же 2001 году в Баку, 27 июля и 3 и 7 августа, прошли антиизраильские демонстрации. Хотя митинги не были санкционированы, власти не вмешивались. 5 августа около 70 человек провели демонстрацию в поддержку «Хизбаллы», на котором участники выкрикивали лозунги против Израиля, США, Европейского Союза и других государств. Демонстрация закончилась сжиганием израильских и американских флагов. Согласно Евроазиатскому Еврейскому конгрессу антисемитские высказывания, в основном озвучиваются последователями исламистов и проиранской «Исламской партией Азербайджана» и «Партией зеленых», не имеющих сколько-нибудь существенного влияния в Азербайджане.
В 2008 году, в Азербайджане группа из шести человек: четырёх азербайджанцев и двух ливанцев — планировала взорвать израильское посольство в Баку. Их планам не суждено было сбыться, они были схвачены и осуждены. В мае 2010 года, в связи с задержанием Израилем турецкого судна «Мави Мармара», по Азербайджану прокатилась волна антисемитизма. Под радикальными антиизраильскими и прямо антисемитскими лозунгами в Баку и ряде других городов прошли антиизраильские выступления. Зачастую проявления антисемитизма в Азербайджане связано с активностью исламистов, испытывающих солидарность с палестинскими единоверцами, а также влиянием умеренных исламистов, находящихся у власти в Турции (от которой во многом зависит позиция руководства Азербайджана). Не последнюю роль в разжигании антисемитизма играет соседний Иран, который, используя факторы религиозной близости (как и мусульмане азербайджанцы, большинство персов — шииты) и этнических связей (в Иране проживает большое количество азербайджанцев) влияет на население Азербайджана. Однако напряженные отношения между Ираном и Азербайджаном в последние десятилетия не способствуют успешности этого процесса.
В 2012 году, было вновь осквернено еврейское кладбище Баку. Как сообщило «агентство еврейских новостей» кладбище превратили в мусорную свалку, что, согласно агентству, является «вопиющим случаем антисемитизма». На самом деле «кощунство» было делом рук владельцев местных гаражей, облюбовавших плохо охраняемое место для выброса мусор, и не имело под собой националистической подоплеки.  В августе 2014 года, был зарегистрирован акт вандализма на еврейском кладбище Шемахи. Вандалами-антисемитами была разрушена мраморная плита с Звездой Давида и надписью «Еврейское кладбище»; надгробные памятники повреждены не были..